# カーゼンドルフ
カーゼンドルフ (ドイツ語: Kasendorf) は、バイエルン州クルムバッハ郡（オーバーフランケン行政管区）に属する市場町で、カーゼンドルフ行政共同体の本部所在地である。この町はアウトバーンA70沿い（出口21 - シラドルフ）に位置する。

## 地理

### 自治体の構成
この町は、公式には16の地区 (Ort) からなる。このうち小集落や孤立農場などを除く集落を以下に列記する。
| - アーツェンドルフ - デルニッツ - デルンホーフ - ホイプシュ - カーゼンドルフ - クルンメ・フォーレ | - ロップ - ノイドルフ - ペーステン - ロイト - ヴェルシェンカール - ツルテンベルク |

## 歴史
カーゼンドルフは、1307年にニュルンベルク城伯、後のブランデンブルク＝バイロイト辺境伯が獲得し、皇帝特権として相続され、1328年に市場開催権と都市権を得た。1792年に置かれたプロイセン王国の旧バイロイト侯領にあたるアムトは、1807年のティルジットの和約によりフランスのものとなり、1810年にバイエルン王国のものとなった。バイエルン王国の行政改革に伴う自治体令により、1818年に現在の自治体が形成された。

### 人口
この地域の人口は、1970年に2,379人、1987年に2,257人、2000年には2,587人であった。

## 行政
町長はノルベルト・グロース (CSU) である。彼は2020年5月1日に前任者のベルント・シュタインホイザー (CSU/offene Liste) から町長職を引き継いだ。
議会は、町長を含めて17議席から成る。

## 経済と社会資本
主な企業は、
- Johann Bergmann Kalk: 石灰加工業
- Firma Franken Maxit: 建築材料製造
- Firma Alpha Inno-Tec

## 引用
1. ↑  https://www.statistikdaten.bayern.de/genesis/online?operation=result&code=12411-003r&leerzeilen=false&language=de Genesis-Online-Datenbank des Bayerischen Landesamtes für Statistik Tabelle 12411-003r Fortschreibung des Bevölkerungsstandes: Gemeinden, Stichtag (Einwohnerzahlen auf Grundlage des Zensus 2011)
2. ↑  Bayerische Landesbibliothek Online
3. ↑  “Wahl des Ersten Bürgermeisters - Kommunalwahlen 2020 im Markt Kasendorf - Gesamtergebnis”. 2021年3月7日閲覧。